# Huequi
Le Huequi est un volcan du Chili qui se présente sous la forme d'un stratovolcan couronné par un cratère de 800 mètres de diamètre. Son altitude de 1 318 mètres n'est pas suffisante pour la formation de glaciers à son sommet malgré sa latitude.